# Naomi Goldberg Haas
Naomi Goldberg Haas ist eine US-amerikanische Choreografin.

## Leben
Goldberg Haas studierte Tanz an der Tisch School of the Arts der New York University und begann ihre Laufbahn beim Pacific Northwest Ballet. Sie ist Choreographin und künstlerische Leiterin der Kompagnie Dances For a Variable Population, die sich generationenübergreifenden Tanzprojekten widmet. Sie trat u. a. an öffentlichen Plätzen New Yorks wie dem Botanical Garden, am Times Square, im Washington Square Park und an der High Line auf, nahm am  Jacob's Pillow Dance Festival teil und gastierte in Polen und British Columbia. An Workshops der Kompagnie nahmen seit 2009 5000 Senioren aus 45 Seniorenzentren teil. Die NYC Arts Alliance nahm sie als eine der "Seven Emerging Voices of 2011" auf.
Goldberg Haas wirkte an Konzertveranstaltungen, Theater- und Opernaufführungen und Filmen mit. Unter anderem arbeitete sie mit der Gruppe The Klezmatics, dem Komponisten Michael Nyman, dem Drehbuchautor Tony Kushner, dem Regisseur Brian Kulick und den Walt Disney Animation Studios zusammen. Mit dem Silesian Dance Theatre und Personen mit Behinderung nahm sie 2010 am International Contemporary Dance Festival in Polen und im Folgejahr am Chutzpah Festival in Vancouver teil. Mit dem Czech American Marionette Theater realisierte sie zum fünfzigjährigen Bestehen des La MaMa Experimental Theatre Club das Stück Golem, mit der Times Square Alliance das Projekt Times Square ROUNDUP.
Als Lehrerin wirkte Goldberg Haas u. a. an der California State University, Loyola Marymount University und der New York University sowie am Harkness Dance Center. Gibney Dance. zeichnete sie 2013 mit dem Art+Action Award aus, 2014 erhielt sie den Presidents Award for the Performing Arts des Lower Manhattan Cultural Council. Für 2019–20 erhielt sie ein DANCE USA Fellowship.